# Antonio Amorosi

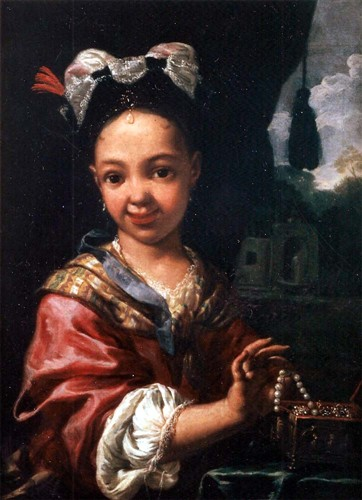
Ritratto di fanciulla (venduto), Olio su tela, cm. 42x 31

Antonio Amorosi (Comunanza, 1660 – Roma, 5 ottobre 1738) è stato un pittore italiano.

## Biografia
Nato a Comunanza, nelle Marche nel 1660 e trasferitosi nel 1668 a Roma con l'intenzione di studiare per diventare prete, l'interesse artistico e, nel 1676, la conoscenza del pittore Giuseppe Ghezzi, gli fa cambiare idea entrando nella sua bottega e rimanendovi per 11 anni. Verso il 1690 si rende indipendente: la sua prima opera, firmata e datata 1690, è il Ritratto del bambino Filippo Ricci, ora conservato nella collezione privata Weitzner di New York.
Nel 1699 affresca il Palazzo comunale di Civitavecchia con il Papa Innocenzo III riceve i Magistrati della città e con la Madonna e san Fermo, andati distrutti nel 1944; nel 1702 dipinge, nella chiesa di Santa Maria della Morte a Civitavecchia, la pala San Gregorio e le anime del Purgatorio, composizione debitrice dell'arte di Carlo Maratta e il Sant'Anna, san Domenico e san Giovanni Battista.
Alla metà del XVII secolo appaiono le prime bambocciate, rappresentazioni pittoriche di scene di vita popolare che traggono la loro radice nella cultura pittorica del nord Europa e, per quanto segnate in Italia da elementi grotteschi e caricaturali – la rappresentazione della vita del “popolino” mostrata alla clientela aristocratica – sono testimonianza della dissoluzione dell'ideale classico. Si dice che il gusto della cerchia dell'ambasciatore spagnolo a Roma, il duca de Uceda, egli stesso importante committente dell'Amorosi, abbia stimolato nel pittore la composizione di scene di genere; in questo ambiente, tra l'altro, l'Amorosi conobbe e si legò d'amicizia col suo futuro biografo e storico d'arte Leone Pascoli. Le sue scene popolari restano fino alla morte una componente fondamentale della produzione dell'Amorosi, garantendogli richieste di facoltosi clienti, la maggior parte appartenenti all'aristocrazia romana.
Oltre alle scene di genere, dipinse temi sacri, quali si possono trovare in pale d'altare a Roma: nella chiesa di San Biagio, il San Gregorio Nazianzeno, in quella di San Andrea della Valle una Gloria di putti, per la chiesa di San Rocco, ma ora conservata a Palazzo Venezia, un San Francesco da Paola del 1722 e in San Bernardino ai Monti La Gloria di san Bernardo, una delle sue ultime opere.
Secondo il Pascoli, l'Amorosi fu anche un abile copista degli artisti del Rinascimento e un restauratore. Anche il figlio Filippo collaborò nella bottega del padre e fu pittore di scene di genere.

## La tendenza realista
Presto confuso, per l'affinità dei temi trattati, con il pittore danese Eberhard Keil, noto in Italia col nome di Monsù Bernardo, per lo Zampetti l'Amorosi mostra "attenzione per le cose di questo mondo, non necessariamente viste con l'occhio malinconico del pittore nordico, ma non per questo con minore senso di partecipazione umana da parte di chi, sin dalla difficile infanzia trascorsa in una località montana, tra pastori e boscaioli, ben doveva conoscere le difficoltà della vita e l'umiltà di una condizione esistenziale, così profondamente diversa da quella in cui doveva poi operare, ancora una volta in mezzo ad obbiettive difficoltà economiche e sociali", mentre secondo l'Argan, Amorosi "discende dai Bamboccianti, specialmente dal Cerquozzi, e dipinge fatti della vita quotidiana senza il minimo gusto per la scenetta di costume. Dagli spagnoli e specialmente dal Murillo, ha imparato a considerare i bambini poveri particolarmente cari al Signore e li dipinge con un interesse pieno di rispetto. Non è, come è stato detto, un neo – caravaggesco ma è l'unico esponente, a Roma, di una poetica realista e questa, come ogni vera poetica realista, non si esprime in una copia analitica del vero, ma nella positiva serietà e concretezza del discorso, nell'assenza di gesto, di movimento, di spazialità illusorie e nella fermezza della luce, nella densità degli impasti che danno l'immagine come che cosa è e non come apparenza e finzione. L'Amorosi, insomma, arriva alla nuova cultura, la cultura dell'oggettività, per la via della serietà morale".
E infatti i bambini, da lui così spesso rappresentati, non sono dei putti vestiti modernamente ma dei veri bambini che guardano seriamente l'osservatore, magari (Ritratto di Filippo Ricci, coll. privata, New York) con l'apprensione di mantenere la necessaria compostezza davanti al pittore, che li ritrae senza pretendere di voler rappresentare altro da quello che è mostrato, senza rimandi allegorici e metasignificanti, perché in quello è già la realtà e la verità dell'Amorosi; così, (Ritratto di bambino con cane, coll. privata) un bambino tiene in braccio il proprio cagnolino col sorriso di orgoglio affettuoso che qualunque bambino mostrerebbe nelle stesse circostanze e una giovane cucitrice (Ragazza che cuce, Thyssen - Bornemisza, Madrid) mostra la stessa seria e faticosa attenzione al lavoro che avrebbe nella realtà della propria casa.

## Altre opere
- Ajaccio, Museo Fesch: Ritratto di giovane scultore
- Amandola, chiesa di S. Pietro Apostolo: Sposalizio mistico di santa Caterina; L'Angelo Custode
- Ascoli Piceno, Pinacoteca civica: Concertino; Ragazza con roditore e cane
- Comunanza, Ascoli Piceno, chiesa di S. Caterina d'Alessandria: I santi Giovanni Battista e Giuliana; La Madonna di Loreto, in collaborazione con Giuseppe e Pier Leone Ghezzi
- Deruta, Pinacoteca comunale, 15 Bambocciate
- Fermo, Pinacoteca comunale: Cena in Emmaus, olio su tela
- Foligno, Chiesa di S. Giacomo: S. Filippo Benizzi, olio su tela
- Chatsworth, Collezione Devonshire: Giovane contadino con nido d'uccelli; Giovane contadina
- Madrid, Museo Thyssen – Bornemisza, Ragazza che cuce, 1720, olio su tela
- Monaco di Baviera, Alte Pinakothek: Ragazza dormiente
- Nancy, Museo: Piccolo flautista
- Praga, Galleria nazionale: Vagabondo, firmato e datato 1710.
- Roma, Galleria nazionale d'arte antica: Interno di bettola con suonatore di mandola
- Roma, Galleria nazionale di Palazzo Corsini, Ragazza con frutta
- Roma, Collezione Lemme: Ragazzi con cesto di carciofi e uccellini
- Schleißheim, Galleria statale:  Giovane con grappoli d'uva, ca 1725, olio su tela
- Stoccolma, Museo nazionale: Ragazza con l'uva; Ragazza col monile, olio su tela
- Albano (Roma),Museo Diocesano: Sant'Anna e Maria Vergine Bambina (XVIII secolo)

Altre opere ancora sono nel Museo de Arte Cataluña di Barcellona, nel Museo civico di Bologna, nel Museo Magnin di Digione, nel Museo Puškin di Mosca, a Padova, Perugia, Rieti, San Francisco, Stoccarda, in collezioni private e nel mercato antiquario.